# 沃尔塔戈阿戈迪诺
沃尔塔戈阿戈迪诺（義大利語：Voltago Agordino），是意大利威尼托大区贝卢诺省的一个市镇。总面积22平方公里，人口950人，人口密度43.2人/平方公里（2009年）。国家统计（ISTAT）代码为025067。